# Wennigsen (Melle)
Wennigsen ist ein Ort im Stadtteil Gesmold der Stadt Melle im Landkreis Osnabrück in Niedersachsen. Der Ort bildete bis 1972 eine Gemeinde im damaligen Landkreis Melle.

## Geographie
Der Ortsteil Wennigsen erstreckt sich südöstlich von Gesmold und ist insbesondere im Bereich Wiewen mit Gesmold baulich zusammengewachsen. Ganz im Norden wird das Gebiet des Ortsteils von der Else durchflossen. Der ursprüngliche Kernort von Wennigsen besteht aus einem Gruppe von Bauernhöfen am Wennigser Ring. Im 19. Jahrhundert wurden noch Lohheide, Wiedebrocksheide und Wiewen als Unterabteilungen der Bauerschaft Wennigsen genannt.

## Geschichte
Die Bauerschaft Wennigsen gehörte bis zu den Napoleonischen Kriegen zum Amt Grönenberg des Hochstifts Osnabrück. Von 1807 bis 1810 gehörte Wennigsen zum Kanton Melle des napoleonischen Satellitenstaats Königreich Westphalen. Von 1811 bis 1813 gehörte der Ort unmittelbar zu Frankreich und dort zur Mairie Gesmold im Arrondissement Osnabrück des Departements der Oberen Ems. 1814 kam Wennigsen zum Königreich Hannover und bildete dort eine Gemeinde im Amt Grönenberg. 1867 fiel Wennigsen mit dem gesamten Königreich Hannover an Preußen und seit 1885 gehörte die Gemeinde zum Landkreis Melle. Innerhalb des Landkreises Melle gehörte die Gemeinde zur Samtgemeinde Gesmold. Am 1. Juli 1972 wurde Wennigsen im Rahmen der Gebietsreform in Niedersachsen Teil der Stadt Melle.

## Einwohnerentwicklung
| Jahr | Einwohner | Quelle |
| ---- | --------- | ------ |
| 1845 | 438       | [ 2 ]  |
| 1871 | 365       | [ 3 ]  |
| 1910 | 329       | [ 4 ]  |
| 1939 | 350       | [ 5 ]  |
| 1950 | 469       | [ 6 ]  |
| 1961 | 358       | [ 6 ]  |
| 1970 | 367       | [ 6 ]  |

## Baudenkmale
Im Ortsteil sind mehrere Bauten denkmalgeschützt:
- Ein Heiligenhäuschen am Wennigser Ring
- Ein Zweiständerbau am Wennigser Ring 20
- Eine Wegekapelle am Wennigser Ring 28
- Eine Klause an der Allendorfer Straße 33

## Brauchtum
Wie auch in den anderen Gesmolder Ortsteilen findet einmal im Jahr in Wennigsen eine sogenannte Burstie statt; eine für alle Einwohner des Ortsteils offene Bürgerversammlung.